# Angry Birds 2: la película
Angry Birds 2: La película (título original: The Angry Birds Movie 2) es una película 3D animada por ordenador de comedia producida por Rovio Animation y Sony Pictures Animation. Es la secuela de Angry Birds: La película dirigida por Thurop Van Orman y John Rice, producida por John Cohen y escrita por Peter Ackerman. El elenco principal incluye a Jason Sudeikis, Josh Gad, Danny McBride, Bill Hader, Maya Rudolph y Peter Dinklage, también con la participación de Rachel Bloom, Leslie Jones, Dove Cameron, Sterling K. Brown, Awkwafina, Eugenio Derbez, Tiffany Haddish y Nicki Minaj.
La producción de una secuela de The Angry Birds Movie comenzó en agosto de 2016, con el objetivo de que la secuela mejore la primera película. Se concibieron nuevas ideas para la película, con la premisa de que las aves y los cerdos trabajan juntos para salvarse, lo que generalmente no sucede en la mayoría de los juegos de Angry Birds. Se anunciaron nuevos personajes para la película en marzo de 2019 junto con nuevos miembros del elenco. Heitor Pereira volvió a componer la partitura de la película, con artistas como Ke$ha y Luke Combs contribuyendo con pistas para la película.
La película se estrenó en cines el 2 de agosto de 2019 en el Reino Unido e Irlanda, y en los Estados Unidos el 14 de agosto. Ha recaudado $150 millones en todo el mundo y recibió críticas mixtas, y muchos lo consideraron una mejora con respecto a su predecesor. También es la película de videojuegos mejor clasificada de todos los tiempos en Rotten Tomatoes. Una tercera entrega ya se encuentra en desarrollo

## Argumento
Tres años después de que Red se convirtiera en el héroe de Isla Pájaro, ahora dirige un negocio protegiéndolo sin problemas con sus dos mejores amigos Chuck y Bomb. Ellos y el resto de las aves y los cerdos están en una constante guerra de bromas entre ellos después de que Isla Cerdito, que fue destruida en una batalla previa con las aves, es reconstruida. Finalmente, una bola de hielo gigante de una isla cercana llamada Isla Águila golpea el mar cerca de Isla Cerdito, obligando a los cerdos a buscar una tregua de emergencia con las aves. Zeta, la líder de la tercera isla (según Leonard), está harta de su entorno helado y quiere ocupar las dos islas disparando bolas de hielo desde una súper arma avanzada para obligar a sus habitantes a evacuar.
Mientras tanto, tres polluelos, uno de los cuales es la hija de Terence y Matilda, Zoe, planean recrear una batalla entre pájaros y cerdos usando las tres hermanas de huevos de Zoe en una playa, pero los huevos se van al mar por accidente. Zarparon para recuperarlos, pero una vez que los alcanzan, una ballena los arroja a una nube. Se las arreglan para derribarlos después de inflar a Zoe en el aire solo para extraviarlos nuevamente. 
Chuck y Bomb obligan a Red a unirse a ellos en una actividad de citas rápidas, donde Red conoce a Silver, la hermana de Chuck, una estudiante de ingeniería inteligente que lo considera incompatible. Leonard visita a Red en su casa y lo trata de convencer para construir una alianza con los cerdos. Al principio lo rechaza, pero después de tener la idea de ser otra vez un héroe, acepta. Reclutan a Bomb, Chuck, Silver y Águila Poderosa, este último parece estar traumatizado por el tema de Zeta. Una reunión del equipo en la cueva de Águila Poderosa se interrumpe cuando una bola de hielo golpea Montaña Águila, destruyendo una porción de la montaña durante el proceso, a la vez que Zeta y sus secuaces los observan.
Luego de su escape, el equipo se esconde en Isla Cerdito en una base de alta tecnología buscando las herramientas para destruir el arma, consultando con Garry, el experto de Leonard, quien también se une a ellos. Mientras el equipo se prepara para viajar a Isla Águila en submarino, Red asegura a los civiles que no necesitan evacuar. Una vez allí, Águila Poderosa confiesa que Zeta es en realidad su exnovia de preparatoria, a quien luego de que está le propusiera matrimonio la abandonó en el altar por cobardía, y se retira a Isla Pájaro. Red insiste en luchar solo, pero Silver decide seguirlo. Se introducen en la base desde la boca del arma solo para ser capturados por los guardias. Los otros miembros del equipo se disfrazan como un águila troyana (Harvey, Jaime en Latinoamérica) y toman una tarjeta para entrar a la base. Su disfraz se desgarra, pero no antes de llevar a los guardias águila a una batalla de breakdance, lo que les permite escapar. 
En otra parte, las tres crías finalmente encuentran los huevos en una pequeña isla, custodiada por una boa constrictora. Lo derrotan y planean regresar a Isla Pájaro, pero llegan a Isla Cerdito por error y son recibidos por tres lechones con quienes viajan en globo aerostático.
Mientras Red y Silver están confinados con sus extremidades congeladas en sillones reclinables inflables, Zeta les cuenta su plan para disparar bolas de hielo llenas de lava en ambas islas. Red, que lamenta no haberle dicho a los isleños que evacuen, admite su deseo egoísta de que todos le agraden a Silver, quien lo consuela y los libera a ambos usando sus largas trenzas de cresta, reuniéndose con el equipo. Red cede el liderazgo a Silver, quien establece un plan para destruir el arma. Silver y Red se colocan en una bola de hielo y ruedan en una barandilla hacia la súper arma de Zeta, pero el plan falla y Zeta y sus guardias se enfrentan a todo el equipo, dándole la oportunidad de disparar el arma.
De repente, Águila Poderosa llega para salvar al grupo y disculparse con Zeta para intentar arreglar las cosas con ella. Pero ella lo rechaza, expone su verdadero nombre como Ethan y le cuenta su fase de superación hacia él que pasó junto a su criada, Debbie, quien para sorpresa de todos, resulta ser la hija de Águila Poderosa. Mientras Zeta está distraída, Silver le dice a Chuck que ate el arma usando su súper cuerda, que atrapa y desacelera las bolas de lava después de que Zeta las dispara. Cuando se rompe la cuerda, las crías y los lechones que pasan por Isla Águila ayudan a agarrarla. Las bolas de lava se deslizan hacia el arma, destruyendo toda la base.
Todos escapan, y Águila Poderosa protege a Debbie de ser aplastada por una placa de metal, redimiéndose ante ella y Zeta, quien finalmente le da otra oportunidad. Águila Poderosa y Zeta se casan en Bird Island, con Red como testigo principal. Todos elogian a Red por salvar las islas, pero él le da crédito a Silver y al equipo por hacerlo, al revelarles un monumento al estilo del Monte Rushmore, y para su sorpresa, ser aún más amado por su honestidad y desinterés. Los pájaros y los cerdos tienen una gran fiesta para celebrar, mientras que Red y Silver comienzan una relación romántica y Chuck entra para interrumpir a los dos. 
En una escena de mitad de créditos, las crías ponen los huevos de regreso a casa, pero en su lugar nacen tres serpientes. La serpiente madre herida viene e intercambia a los bebés con ellos, solo para que las tres nuevas crías salgan al mar nuevamente, despidiéndose de Zoe, para su consternación.

## Reparto de voz

### Principales
- Jason Sudeikis como Red, el cardenal rojo y ahora novio de Silver.
- Josh Gad como Chuck, el canario veloz y hermano mayor de Silver.
- Danny McBride como Bomb, el cuervo explosivo.
- Rachel Bloom como Silver, una halcón universitaria, hermana menor de Chuck y ahora novia de Red.
- Bill Hader como Leonard, el rey cerdo.
- Leslie Jones como Zeta, la jefa de Isla Águila y la antagonista de la película.
- Awkwafina como Courtney, la asistente de Leonard.
- Sterling K. Brown como Garry, el experto de Leonard.
- Peter Dinklage como Águila Poderosa, el exnovio de Zeta y ahora su esposo.

## Doblaje
| Personaje       | Actor de voz original | Actor de doblaje | Actor de doblaje       |
| --------------- | --------------------- | ---------------- | ---------------------- |
| Red             | Jason Sudeikis        | Raúl Anaya       | Santiago Segura        |
| Silver          | Rachel Bloom          | Betzabé Jara     | Pilar Martín           |
| Chuck           | Josh Gad              | Faisy            | José Mota              |
| Bomb            | Danny McBride         | Rubén Cerda      | Carlos Kaniowsky       |
| Águila Poderosa | Peter Dinklage        | Bazooka Joe      | Luis Bajo              |
| Courtney        | Awkwafina             | Erica Edwards    | Blanca Rada            |
| Garry           | Sterling K. Brown     | Darío Barassi    | Fernando (Nano) Castro |
| Zeta            | Leslie Jones          | Regina Orozco    | Macarena Gómez         |
| Leonard         | Bill Hader            | Dafnis Fernández | Álex de la Iglesia     |
| Matilda         | Maya Rudolph          | Berenice Vega    | Cristina Castaño       |
| Terence         | Nolan North           | Nolan North      | Nolan North            |
| Glenn           | Eugenio Derbez        | Eugenio Derbez   | Salvador Algueder      |
| Debbie          | Tiffany Haddish       | Karla Falcón     | Blanca "Neri" Hualde   |
| Carl            | Zach Woods            | Iván Marín       | Juan Antonio Soler     |
| Ella            | Dove Cameron          | Romy Paz         | María Blanco           |
| Alex            | Lil Rel Howery        | Jorge Badillo    | Miguel Ángel Garzón    |
| Pinky           | Nicki Minaj           | Marisol Romero   | Mercedes Montalá       |

## Producción

### Desarrollo
Una secuela de Angry Birds: la película se anunció en agosto de 2016. Será dirigido por el creador de Las maravillosas desventuras de Flapjack, Mark Thurop Van Orman, codirigido por John Rice y escrito por Peter Ackerman. John Cohen regresará de The Angry Birds Movie para servir como productor, con la animación nuevamente manejada por Sony Pictures Imageworks. El estudio hermano de Imageworks, Sony Pictures Animation, lanzó la película bajo su estandarte, a pesar de haber abandonado la coproducción del proyecto de antemano y tampoco había coproducido la primera película.
En el verano de 2017, el diseñador de producción Pete Oswald declaró que la secuela sería más una película de aventuras que introduce nuevos personajes y lugares en el mundo, establecidos por primera vez en The Angry Birds Movie. Si bien no estaba en condiciones de ofrecer más detalles sobre la trama y los personajes, que permanecieron desconocidos hasta los meses anteriores al lanzamiento de la película, expresó la esperanza de que fuera una película mejor que la primera entrega.
La decisión creativa de romper con el material fuente de los juegos y hacer que los Pájaros y los Cerdos terminen su conflicto y formen una alianza para enfrentar una mayor amenaza fue el deseo de sorprender al público con una nueva experiencia con los mismos personajes, así como intentar superar lo que se logró en la primera película con un nivel de libertad creativa disponible sin precedentes.
Josh Gad declaró que el equipo de producción siguió adelante con esa idea porque no solo era "ingeniosa", sino también porque sentían que sería más apropiado a la luz del clima político cada vez más polarizado en ese momento, como personas que no están de acuerdo, problemas importantes luchan por encontrar un terreno común.

## Estreno
La película fue estrenada el 15 de agosto de 2019, diez años después del lanzamiento del videojuego Angry Birds. Fue anteriormente seleccionada para ser estrenada el 20 de septiembre de 2019 y el 6 de septiembre de 2019.

## Recepción
Angry Birds 2: la película recibió reseñas mixtas a positivas por parte de la crítica y de la audiencia. En el sitio web especializado Rotten Tomatoes, la película posee una aprobación de 73%, basada en 110 reseñas, con una calificación de 5,7/10 y un consenso crítico que dice: «Al igual que sus personajes principales no aerodinámicos, The Angry Birds Movie 2 toma un vuelo improbable pero deliciosamente entretenido, alcanzando éxitos humorísticos en el camino.» Por parte de la audiencia tiene una aprobación de 79%, basada en más de 5000 votos, con una calificación de 4,1/5.
El sitio web Metacritic le dio a la película una puntuación de 60 de 100, basada en 23 reseñas, indicando "reseñas mixtas". En CinemaScore recibió una "A-" en una escala de A+ a F, mientras que en el sitio IMDb los usuarios le asignaron una calificación de 6.4/10, sobre la base de 30 192 votos. En la página web FilmAffinity la cinta tiene una calificación de 5,4/10, basada en 1272 votos.

### Secuela
El 6 de junio de 2024, Rovio anunció que una tercera película estaba en producción junto con un video corto de 0:31 segundos, con la nueva empresa matriz Sega Sammy Group produciendo junto a Rovio Animation, Prime Focus Studios, One Cool Films, Flywheel Media y Dentsu. Actualmente se desconoce si Sony está involucrado.John Rice se ha unido para dirigir con Jason Reicher codirigiendo, Thurop Van Orman escribiendo el guion y John Cohen, Dan Chuba y Carla Connor produciendo, mientras que Jason Sudeikis y Josh Gad repetirían sus papeles como Red y Chuck, respectivamente.